# جامعة بغداد للبنات
جامعة بغداد للبنات هي جامعة عراقية تأسست عام 2014، تحتوي على  أربع كليات هي كلية التربية للبنات، وكلية العلوم للبنات، وكلية التربية الرياضية في جامعة بغداد، فضلاً عن كلية التربية للبنات في الجامعة العراقية.
الكليات ما تزال مرتبطة بجامعاتها الأولى لحد الآن.